# Jungle Fight 41
Jungle Fight 41 foi um evento de MMA, ocorrido dia 28 de Junho de 2012 no Ginásio Municipal Prudente de Moraes Itu, São Paulo.

Nas lutas principais,o paraense Ildemar Marajó derrotou por pontos o baiano Eder Jones e avançou no GP da categoria até 84kg, dos médios. Outro que também foi a frente no mesmo GP nesta noite, foi o atleta Ederson Lion Macedo, ao vencer Renato Doti.

## Suporte Grand Prix dos Médios (Categoria até 84 Kg)
|  | Quartas de final | Quartas de final            | Quartas de final        |                    |  | Semifinais | Semifinais | Semifinais |  |  | Final | Final | Final | Final | Final |
|  |                  |                             |                         |                    |  |            |            |            |  |  |       |       |       |       |       |
|  | 15-5             | Ildemar ‘’Marajó’’          | Dec(Div)                |                    |  |            |            |            |  |  |       |       |       |       |       |
|  | 9-4              | Eder Jones                  | 3ºR 5:00                |                    |  |            |            |            |  |  |       |       |       |       |       |
|  | 9-4              | Eder Jones                  | 3ºR 5:00                | Ildemar ‘’Marajó’’ |  |            |            |            |  |  |       |       |       |       |       |
|  |                  |                             |                         |                    |  |            |            |            |  |  |       |       |       |       |       |
|  |                  |                             | Ederson Lion Macedo     |                    |  |            |            |            |  |  |       |       |       |       |       |
|  | 1-0              | Ederson Lion Macedo         | Finalização (mata-leão) |                    |  |            |            |            |  |  |       |       |       |       |       |
|  | 1-0              | Ederson Lion Macedo         | Finalização (mata-leão) |                    |  |            |            |            |  |  |       |       |       |       |       |
|  | 0-1              | Renato Doti                 | 1ºR 2:30                |                    |  |            |            |            |  |  |       |       |       |       |       |
|  |                  |                             |                         |                    |  |            |            |            |  |  |       |       |       |       |       |
|  |                  |                             |                         |                    |  |            |            |            |  |  |       |       |       |       |       |
|  |                  | Itamar Rosa                 |                         |                    |  |            |            |            |  |  |       |       |       |       |       |
|  |                  | Kleber Orgulho              |                         |                    |  |            |            |            |  |  |       |       |       |       |       |
|  |                  |                             |                         |                    |  |            |            |            |  |  |       |       |       |       |       |
|  |                  |                             |                         |                    |  |            |            |            |  |  |       |       |       |       |       |
|  |                  |                             |                         |                    |  |            |            |            |  |  |       |       |       |       |       |
|  |                  | Pedro da Rosa Neto          |                         |                    |  |            |            |            |  |  |       |       |       |       |       |
|  |                  |                             |                         |                    |  |            |            |            |  |  |       |       |       |       |       |
|  |                  | Edvaldo Oliveira ‘’Gameth’’ |                         |                    |  |            |            |            |  |  |       |       |       |       |       |

| Campeão do Grand Prix dos Médios (Categoria até 84 Kg) |
| ------------------------------------------------------ |
| ? Campeão dos Médios (1º título)                       |